# المجان (الرضمة)

تعديل مصدري - تعديل

المجان محلة تابعة لقرية المطلاح، التابعة لعزلة كحلان بمديرية الرضمة إحدى مديريات محافظة إب في الجمهورية اليمنية.، بلغ تعداد سكانها 34 حسب تعداد اليمن لعام 2004.